# Гарднер-Піннаклс

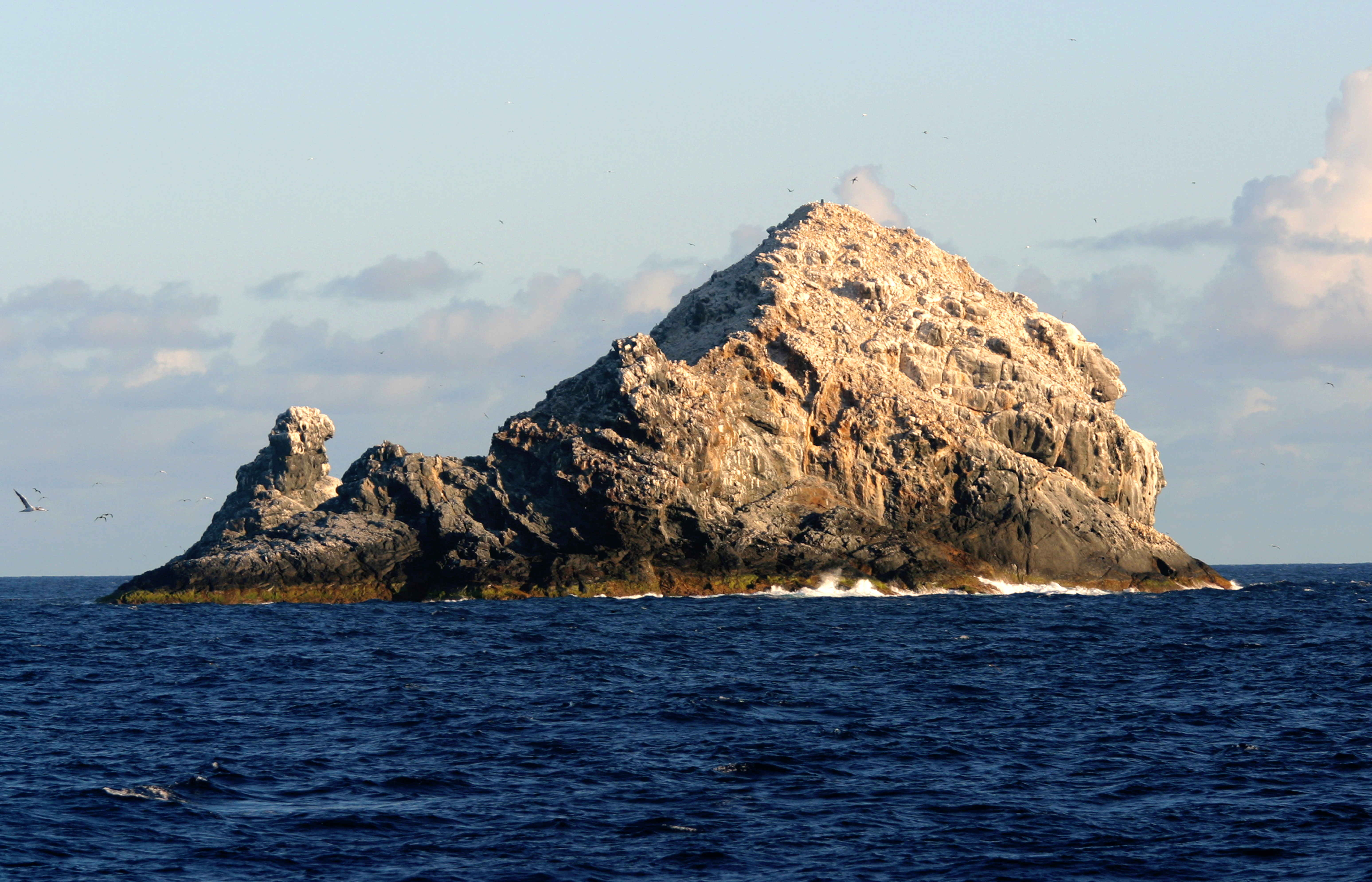
Гарднер-Піннаклс 2006 p.

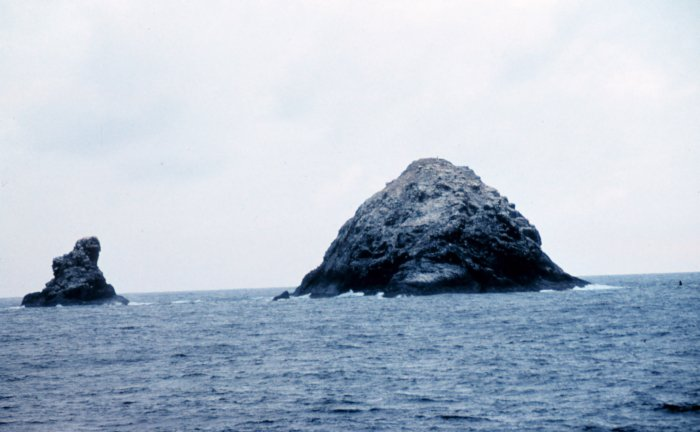
Гарднер-Піннаклс 1969 p.

Пухахону, також Гарднер-Піннаклс (гав. Pūhāhonu, англ. Gardner Pinnacles) – дві гостроверхі скелі в Тихому океані, що належать до Гавайських островів. Площа атола приблизно 0,024 км² і коралового рифу 2400 км².
2 червня 1820 року капітан американського китобійного судна «Маро» Джозеф Аллен відкрив Пухахону.
Пухахону розташовані за 946 км на північний захід від міста Гонолулу на острові Оаху.